# 파미르고산밭쥐
파미르고산밭쥐(Neodon juldaschi)는 비단털쥐과에 속하는 설치류의 일종이다. 아프가니스탄과 중국, 파키스탄, 러시아, 타지키스탄에서 발견된다.

## 특징
꼬리 길이 2.9~3.9cm를 제외한 몸길이가 8.3~10.5cm이다. 뒷 발 길이는 15~17mm, 귀 길이는 11~14mm이다. 등 쪽 털은 연한 갈색을 띠는 반면에 배 쪽은 회색빛 갈색이다.

## 분포
중국 북서부와 파키스탄, 아프가니스탄 북동부, 타지키스탄 동부, 우즈베키스탄 서부, 키르기스스탄 남서부에서 발견된다. 중국의 분포 지역은 티베트 자치구와 신장 위구르 자치구를 포함한다.